# Watertown (Connecticut)
Watertown és una població dels Estats Units a l'estat de Connecticut. Segons el cens del 2005 tenia 22.330 habitants.

## Demografia
Segons el cens del 2000, Watertown tenia 21.661 habitants, 8.046 habitatges, i 5.994 famílies. La densitat de població era de 286,9 habitants/km².
Dels 8.046 habitatges en un 34,7% hi vivien nens de menys de 18 anys, en un 61,7% hi vivien parelles casades, en un 9,4% dones solteres, i en un 25,5% no eren unitats familiars. En el 21,7% dels habitatges hi vivien persones soles el 9,4% de les quals corresponia a persones de 65 anys o més que vivien soles. El nombre mitjà de persones vivint en cada habitatge era de 2,67 i el nombre mitjà de persones que vivien en cada família era de 3,13.
Per edats la població es repartia de la següent manera: un 24,8% tenia menys de 18 anys, un 6,3% entre 18 i 24, un 29,9% entre 25 i 44, un 24,9% de 45 a 60 i un 14,1% 65 anys o més.
L'edat mediana era de 39 anys. Per cada 100 dones de 18 o més anys hi havia 90,6 homes.
La renda mediana per habitatge era de 59.420 $ i la renda mediana per família de 68.761 $. Els homes tenien una renda mediana de 47.097 $ mentre que les dones 31.822 $. La renda per capita de la població era de 26.044 $. Aproximadament l'1,1% de les famílies i el 2,2% de la població estaven per davall del llindar de pobresa.

## Fills il·lustres
- Erastus de Forest (1834-1888), matemàtic.